# Вільнюський книжковий ярмарок
Вільнюський книжковий ярмарок — найбільший щорічний книжковий ярмарок у країнах Балтії, що проводиться у Вільнюсі, столиці Литви. Традиційно він відбувається у лютому у виставковому центрі LITEXPO, його організовують LITEXPO, Литовський інститут культури та Литовська асоціація видавців. 2009 року книжковий ярмарок відсвяткував своє 10-річчя.
Разом із головною залою, книжковий ярмарок має:
- Зону для юних читачів – пропонує книжки та творчі заняття для дітей. Містить бібліотечну зону для читання та зустрічей, а також зону для творчості, де проводять різні заходи, організовані письменниками.
- Форум – місце для інтелектуальних дискусій та презентацій нових книжок. Щороку там зустрічаються відомі митці, науковці та публічні особи для обговорень у дискусійному клубі.
- Музичний зал — збирає численних відомих литовських артистів на найбільшому ярмарку музичної продукції в Литві. Організовано асоціацією AGATA[2].

## Зовнішні посилання
- AČIŪ, LIETUVA! Вільнюський книжковий ярмарок у жовто-синіх кольорах//Читомо
- Україна на Вільнюському книжковому ярмарку 2024. 26 лютого 2024
- Вільнюський книжковий ярмарок: підтримка і словом, і ділом 28 лютого 2023
- Вільнюський книжковий ярмарок 2023//Український інститут книги
- «Книги з України»: українські видавці представили книги на найбільшому книжковому ярмарку країн Балтії у Вільнюсі
- 17 Вільнюський книжковий ярмарок розпочав роботу